# بریسنو (بویاکا)
بریسنو (انگلیسی: Briceño, Boyacá) یک منطقهٔ مسکونی در کلمبیا است.